# Wilson (Louisiane)
Pour les articles homonymes, voir Wilson.
Wilson est un village de la paroisse de Feliciana Est, dans l'État de Louisiane, aux États-Unis,. En 2020, il compte une population de 348 habitants.

## Démographie
Lors du recensement de 2010, la ville comptait une population de 595 habitants, tandis qu'en 2020, elle s'élève à 348 habitants.